# Siamanna
Siamanna là một đô thị ở tỉnh Oristano trong vùng Sardinia, có khoảng cách khoảng 80 km về phía tây bắc của Cagliari và cách khoảng 15 km về phía đông của Oristano. Tại thời điểm ngày 31 tháng 12 năm 2004, đô thị này có dân số 842 người và diện tích là 28,3 km².
Đô thị Siamanna có các frazione (đơn vị cấp dưới) pranisceddu.
Siamanna giáp các đô thị: Allai, Oristano, Ruinas, Siapiccia, Simaxis, Villaurbana.